# Salix elbursensis
Salix elbursensis är en videväxtart som beskrevs av Pierre Edmond Boissier. Salix elbursensis ingår i släktet viden, och familjen videväxter. Inga underarter finns listade i Catalogue of Life.